# Riñihue
Riñihue är en ort i Chile.   Den ligger i provinsen Provincia de Valdivia och regionen Región de Los Ríos, i den södra delen av landet, 700 km söder om huvudstaden Santiago de Chile. Riñihue ligger 174 meter över havet och antalet invånare är 243. Den ligger vid sjön Lago Riñihue.
Terrängen runt Riñihue är varierad. Runt Riñihue är det glesbefolkat, med 11 invånare per kvadratkilometer..